# Paul the Young Dude/The Best of Paul Gilbert
Paul the Young Dude/The Best of Paul Gilbert — альбом-компиляция Пола Гилберта, выпущенная в 2003 году.

## Информация об альбоме
Данная компиляция содержит лучшие хиты Пола, а также несколько кавер-версий других исполнителей, концертные варианты песен, демоверсию песни «Girls Who Can Read Your Mind» и несколько ранее неопубликованных песен.
В качестве бонус-диска к данной компиляции прилагался сборник акустических песен Gilbert Hotel.

## Список композиций
Все песни написаны Полом Гилбертом, кроме отмеченных особо.
1. «I’m Not Afraid of the Police» — 3:37
2. «I Feel the Earth Move (Carole King cover)» — 2:57
3. «My Religion» — 3:20
4. «Down to Mexico» — 3:30
5. «Superloud» — 4:28
6. «Individually Twisted» — 4:06
7. «Kate Is a Star» — 4:56 (Гилберт/Росс Пэриш)
8. «G.V.R.O.» (Instrumental) — 1:01 (И. С. Бах)
9. «I Like Rock» — 2:10
10. «Let the Computer Decide» — 3:59
11. «Girl Crazy» (Enuff Z'nuff cover) — 3:55
12. «Girls Who Can Read Your Mind» (Demo version) — 4:12
13. «Girls Watching» — 3:44
14. «Million Dollar Smile» (Live version) — 2:17
15. «Karn Evil 9» (Live version, ELP cover) — 5:05
16. «Gilberto Concerto» (Instrumental) — 7:48 (И. С. Бах)
17. «The Second Loudest Guitar In the World» — 3:16

Композиции № 1, 2, 5, 12 и 17 ранее не выпускались.
Композиции № 8 и 16 аранжированы Полом Гилбертом.

## Участники записи
- Пол Гилберт — вокал, гитара
- Скотти Джонсон — гитара, бэк-вокал
- Тони Спиннер — гитара, бэк-вокал
- Майк Шутер — бас-гитара, бэк-вокал
- Скотт Куган — ударные

## Продюсирование
- Продюсирование — Пол Гилберт
- Мастеринг — Стив Холл